# جون كونلون
جون كونلون (بالإنجليزية: John Conlon)‏ هو لاعب قذف أيرلندي، ولد في 23 يناير 1989 في ليمريك في جمهورية أيرلندا.